# If These Trees Could Talk
If These Trees Could Talk es una banda norteamericana de post-rock afincada en Akron, Ohio. En 2006, el grupo autopublicó su primer EP, de título homónimo, que el sello independiente The Mylene Sheath editaría en vinilo un año más tarde. En 2009, la discográfica lanzó su primer álbum de estudio, Above the Earth, Below the Sky. En 2012 volvieron a optar por la autopublicación, lanzando su segundo LP (Red Forest) en marzo de ese mismo año. Su tercer álbum de estudio, The Bones of a Dying World, salió a la venta el 3 de junio de 2016 de la mano de Metal Blade Records, con quienes firmaron en diciembre del 2014.

## Miembros del grupo
- Tom Fihe: bajo
- Jeff Kalal: guitarra
- Cody Kelly: guitarra
- Mike Sócrates: guitarra
- Zack Kelly: batería

## Discografía
Álbumes de estudio
- Above the Earth, Below the Sky(2009)
- Red Forest (2012)
- The Bones of a Dying World (2016)

EP
- If These Trees Could Talk (2006)

## Apariciones en la cultura popular
Malabar Front, de su EP homónimo (2006), aparece en el tráiler de inFamous.